# José María Arancedo
Monsenhor José María Arancedo (Buenos Aires, 26 de outubro de 1940) é um alto prelado católico argentino, arcebispo emérito da Arquidiocese de Santa Fé de la Vera Cruz.
Foi ordenado sacerdote em 1967 e doutorou-se em Direito Canônico pela Pontifícia Universidade Gregoriana de Roma. Em 1988 foi proclamado bispo titular de Selemselae e bispo auxiliar de Lomas de Zamora por João Paulo II. Em 19 de novembro de 1991, foi nomeado bispo de Mar del Plata até 13 de fevereiro de 2003, quando foi eleito arcebispo da Arquidiocese de Santa Fé de la Vera Cruz, cargo que ocupou até 17 de abril de 2018.
Ele ocupou cargos de alta responsabilidade na Igreja Católica Argentina, incluindo a segunda vice-presidência da Conferência Episcopal Argentina. Em 8 de novembro de 2011, durante a 102ª Assembleia Plenária daquele órgão, foi eleito para suceder ao Cardeal Jorge Bergoglio como presidente da Conferência Episcopal Argentina para o período 2011-2014. Ao final do mandato, foi reeleito para o período 2014-2017.
Sua mãe ficou viúva cedo e assumiu a educação de seus dez filhos. José María foi criado na localidade de Temperley, na grande Buenos Aires.
Arancedo era primo-irmão de Raúl Alfonsín, que mais tarde se tornaria presidente da Nação Argentina.
Durante os estudos secundários, realizados na escola Euskal Echea de Llavallol, escola de origem basca, dirigida pela congregação franciscana / capuchinha, começaram os primeiros contornos da sua vocação sacerdotal. Trabalhou na Ação Católica na paróquia de Temperley, onde aprendeu o que chamou de vida comprometida de cristão leigo. Aos 20 anos, ele entrou no seminário.
Formou-se em Teologia pela Universidade Católica Argentina e foi ordenado sacerdote em 16 de dezembro de 1967, 5 com a idade de 27 anos, pelo bispo Alejandro Schell, bispo de Lomas de Zamora. Posteriormente, obteve o doutorado em Direito Canônico na Pontifícia Universidade Gregoriana de Roma.